# 野出孝一
野出 孝一（ので こういち、1961年1月17日 - ） は、日本の医学者・循環器内科医。専門分野は循環器内科学で心不全・高血圧・動脈硬化・脂質代謝研究。佐賀大学 医学部 内科学講座 主任教授・循環器内科 主任教授。佐賀大学 医学部長・大学院医学系研究科長。2025年10月1日  国立大学法人 佐賀大学 学長 就任予定。日本学術会議会員（第26・27期）。日本医療研究開発機構（ AMED ）プログラムスーパーバイザー。第12代  日本高血圧学会 理事長。日本心臓財団 分子循環器研究 最優秀賞等受賞。大阪府出身。

## 人物・経歴
大阪府堺市浜寺諏訪森で育つ。堺市立浜寺小学校、堺市立浜寺中学校、大阪府立三国丘高等学校、早稲田大学 政治経済学部 経済学科を経て、1988年3月 佐賀医科大学 医学部医学科 卒業。1997年3月 大阪大学大学院 医学系研究科 博士課程 循環代謝病学 修了。1997年４月 ハーバード大学 医学部 ボストン小児病院 細胞生物学分野 研究員。1998年3月  ハーバード大学 医学部 ブリガム・ウイメンズ病院循環器科 研究員。
2002年11月 佐賀医科大学 内科学講座 循環器内科 主任教授、2003年10月 佐賀大学 医学部 内科学講座 循環器内科 主任教授、2008年4月 佐賀大学 医学部 附属病院 病院長特別補佐・地域連携室長・ハートセンター長 兼任、2014年4月 佐賀大学 医学部 心不全治療学講座  教授 兼任、2015年4月 佐賀大学 医学部 附属病院  臨床研究センター長、2016年4月 佐賀大学 医学部 内科学講座 主任教授 兼任。2017年4月  関西電力 医学研究所 客員研究員、2017年4月 佐賀大学 医学部 先進心不全医療学講座 教授 兼任、2019年4月 佐賀大学 医学部 老年循環器病学講座 教授 兼任、2022年4月 佐賀大学医学部 附属病院 副病院長 (経営企画・再整備担当）兼任、2022年4月 佐賀大学 医学部 先進不整脈治療学講座 教授 兼任、2022年4月 日本医療研究開発機構（AMED )  ヘルスケア社会実装基盤整備事業 プログラムオフィサー（PO）。2023年10月 佐賀大学 医学部長・大学院 医学系研究科長・大学院  先進健康科学研究科長・教育研究院  医学域長・教育評議会 評議員、2023年10月　日本学術会議会員（第26・27期）、2023年10月 日本学術会議  臨床医学委員会 副委員長、2023年10月 日本学術会議  循環器・腎・代謝内分泌分科会 委員長、2023年10月 日本学術会議  生活習慣病対策分科会 委員長。
2024年4月  佐賀大学医学部 不整脈精密医療学講座 教授兼任、2024年12月　日本医療研究開発機構（AMED）先端国際共同研究推進事業 (ASPIRE)  プログラムオフィサー（PO）、2025年4月 日本医療研究開発機構（ AMED ）循環器疾患・糖尿病等生活習慣病対策実用化研究事業  プログラムスーパーバイザー （PS）
初代 日本血管不全学会 理事長、第12代 日本高血圧学会  理事長、日本高血圧学会 会長、日本循環器学会 常務理事、日本血管生物医学会 理事、日本循環器心身医学会 理事、日本NO学会 理事、日本循環器学会 会長、日本血管生物医学会 会長、日本NO学会 会長、日本臨床生理学会 会長、日本性差医学・医療学会 会長、日本心血管協会 会長、国際心臓研究学会（ISHR）日本部会 会長、日本血管不全学会 会長、日本循環器病予防学会 会長、日本冠疾患学会 会長、脳心血管抗加齢研究会 会長を歴任した。
学会理事等
日本血管不全学会 名誉理事長、日本血管生物医学会 名誉会員、日本循環器学会 理事、日本高血圧学会  理事、日本循環器病予防学会 常任理事、日本心血管協会 副理事長、日本動脈硬化学会 理事、日本臨床生理学会 理事、日本冠疾患学会 理事、日本性差医学・医療学会 理事、日本腫瘍循環器学会 理事、日本脈管学会 理事、国際心臓研究学会（IHSR）日本部会 理事、日本心臓財団 理事、日本循環器協会 理事、佐賀県医師会 理事
学会評議員等
日本医学会 評議員、日本内科学会 評議員、日本心不全学会 評議員、日本腎臓学会 評議員、日本内分泌学会 評議員、日本心臓核医学会 評議員、日本老年医学会 代議員、日本肥満学会 評議員、日本臨床薬理学会 評議員、日本抗加齢医学会 評議員、日本時間生物学会評議員、日本生体医工学会 評議員、日本生活習慣病学会 評議員、日本臨床分子医学会  評議員、日本心血管内分泌代謝学会 評議員、日本心脈管作動物質学会 評議員、日本適応医学会 評議員、日本下肢救済・足病学会 評議員
学会特別正会員
日本循環器学会 特別正会員 (FJCS)、日本高血圧学会 特別正会員 (FJSH)、日本冠疾患学会 特別正会員 (FJCA)、米国心臓協会 （AHA）特別正会員（FAHA)、欧州心臓病学会（ESC）特別正会員（FESC）、米国心臓病学会（ACC）特別正会員（FACC）、アジア太平洋循環器学会（APSC）特別正会員（FAPSC）
受賞等
大阪大学 山村賞、岡本研究奨励賞、アントワープ・ラホヤ・京都国際会議 若手研究者賞（YIA）、米国心臓協会（AHA）若手研究者賞（YIA）優秀賞、国際心臓研究学会 （ISHR）若手研究者賞 優秀賞（YIA）、米国心臓学会（ACC）若手研究者賞（YIA）最優秀賞、日本心臓財団 研究奨励賞、日本心臓財団 分子循環器研究 最優秀賞、日本心臓財団 高血圧血管代謝研究 優秀賞、木村記念財団  臨床血管機能研究 優秀賞、日本循環器学会 CPIS 賞、日本心臓病学会 Clinical Research Award 、佐賀大学 優秀科学技術研究賞、佐賀大学 杉森賞、佐賀大学 教育功績者表彰、佐賀大学 エスタブリッシュド・フェロー